# Hipoklid
Hipoklid (Ἱπποκλείδης, Hippocleides), sin Tisandrov (Τείσανδρος), bio je atenski plemić, koji je godine 566/565. pr. Kr. služio kao arhont. Za njegovog mandata je u Ateni podignuta statua Atene Promahos (πρὀμαχος) za potrebe Sveatenskog festivala.
Kao mladić se natjecao za ruku Agariste, kćeri Klistena, moćnog tiranina Sikiona. Pred kraj natjecanja su ostali jedino Megaklo i on. Po Herodotu (6.129-130), Hipoklid se za vrijeme večere s Klistenom napio i počeo budalasto ponašati; u jednom trenutku je stao na glavu i počeo udarati nogagama, dok je sve vrijeme svirao flautu. Kada je Hipoklidu Klisten rekao "O, sine Tisandrov, upravo si otplesao svoj brak," Hipoklid je odgovorioου φροντις 'Ιπποκλειδη, ("Hipoklida baš briga"). Ta je fraza, prema Herodotu, postala uobičajena u grčkom svijetu, ali za to ne postoje potvrde u drugim antičkim izvorima.
T. E. Lawrence je frazu ου φροντις koristio kao natpis na svojim vratima.